# Hoofdpostkantoor (Rotterdam)
Het hoofdpostkantoor in Rotterdam, tegenwoordig POST Rotterdam, is een monumentaal pand aan de Coolsingel nr. 42 gebouwd tussen 1915 en 1923 als postkantoor. Sinds 2000 is het gebouw rijksmonument. Vanaf 2021 is het pand in herontwikkeling tot multifunctioneel gebouw met aan de achterzijde een woontoren van 155 meter gepland.  

## Architectuur
Het gebouw is ontworpen door Gustav Cornelis Bremer in een eclectische stijl met classicistische en art-deco-elementen. De reliëfs op de gevels zijn van Joop van Lunteren. 
Het pand heeft een betonconstructie, en bestaat uit vier verdiepingen naast de kelder en de zolderverdieping. Het oorspronkelijke gebouw heeft een binnenhof, deels bebouwd door de centrale hal en een tussenvleugel. Aan de oostkant was het binnenhof onbebouwd als laad/losterrein van de expeditie. 
Een lage rustica plint van graniet is de basis van de buitenste gebouwgevels. Daarboven zijn de buitengevels opgetrokken uit Kirchheimer Muschelkalksteen. De voorgevels aan de Coolsingel en Meent zijn compleet van kalksteen, bij de zij- en achtergevel is kalksteen aangevuld met baksteen. De hoofdvleugels hebben een mansardedak, de tussenvleugel heeft een zadeldak.  Alle bekleed met rode leistenen. 

Het gebouw is rijk versierd met reliëfs, decoratief steenwerk en smeedwerk. De hoofdingang aan de Coolsingel is bereikbaar via een natuurstenen trap. Drie smeedijzeren hekken met de goudkleurige woorden "POSTERIJEN", "TELEGRAFIE" en "TELEFONIE" sluiten de hoofdingang af. Daarachter is een entreehal met bronzen Art Déco lampen en een beschilderd houten cassettenplafond. Via de entreehal bereik je de monumentale centrale hal. Die hal heeft een dubbele kap, van binnen zie je alleen het hoge paraboolvormige betonnen gewelf met casetten en vensters. Het gewelf wordt zelf overdekt door een beglaasd dak van betonnen spanten. 

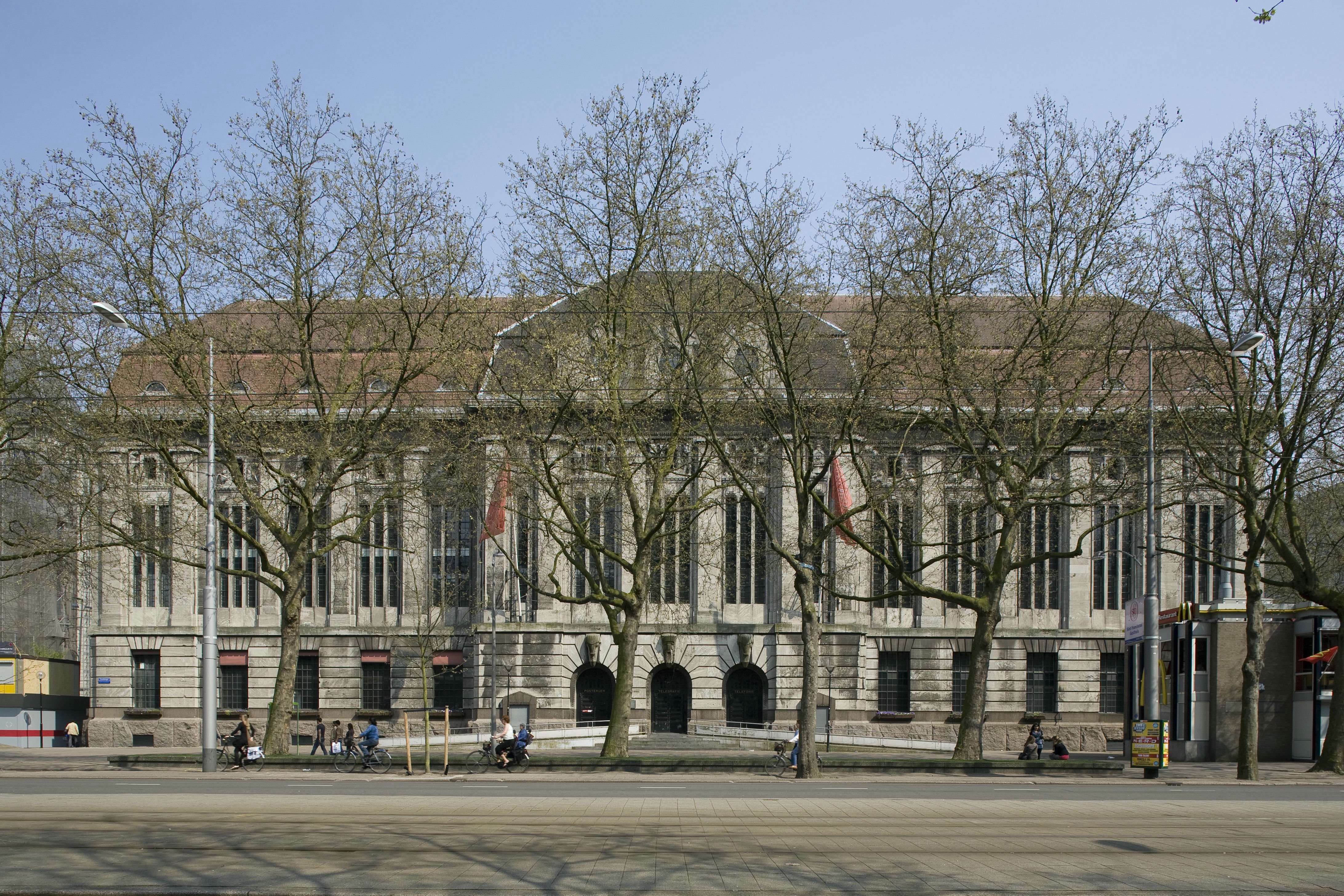
Voorgevel aan de Coolsingel
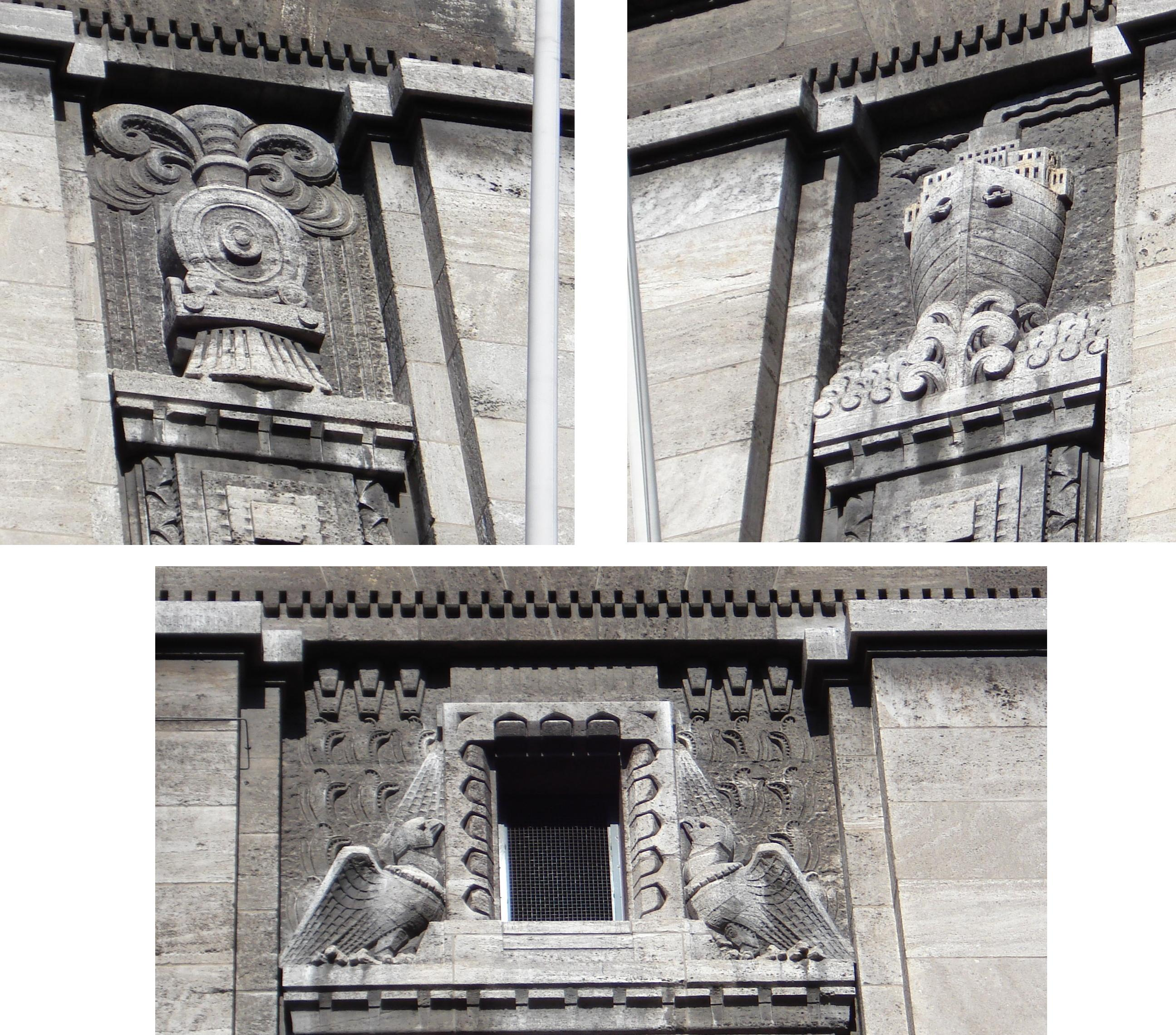
Reliëfs op de buitengevels
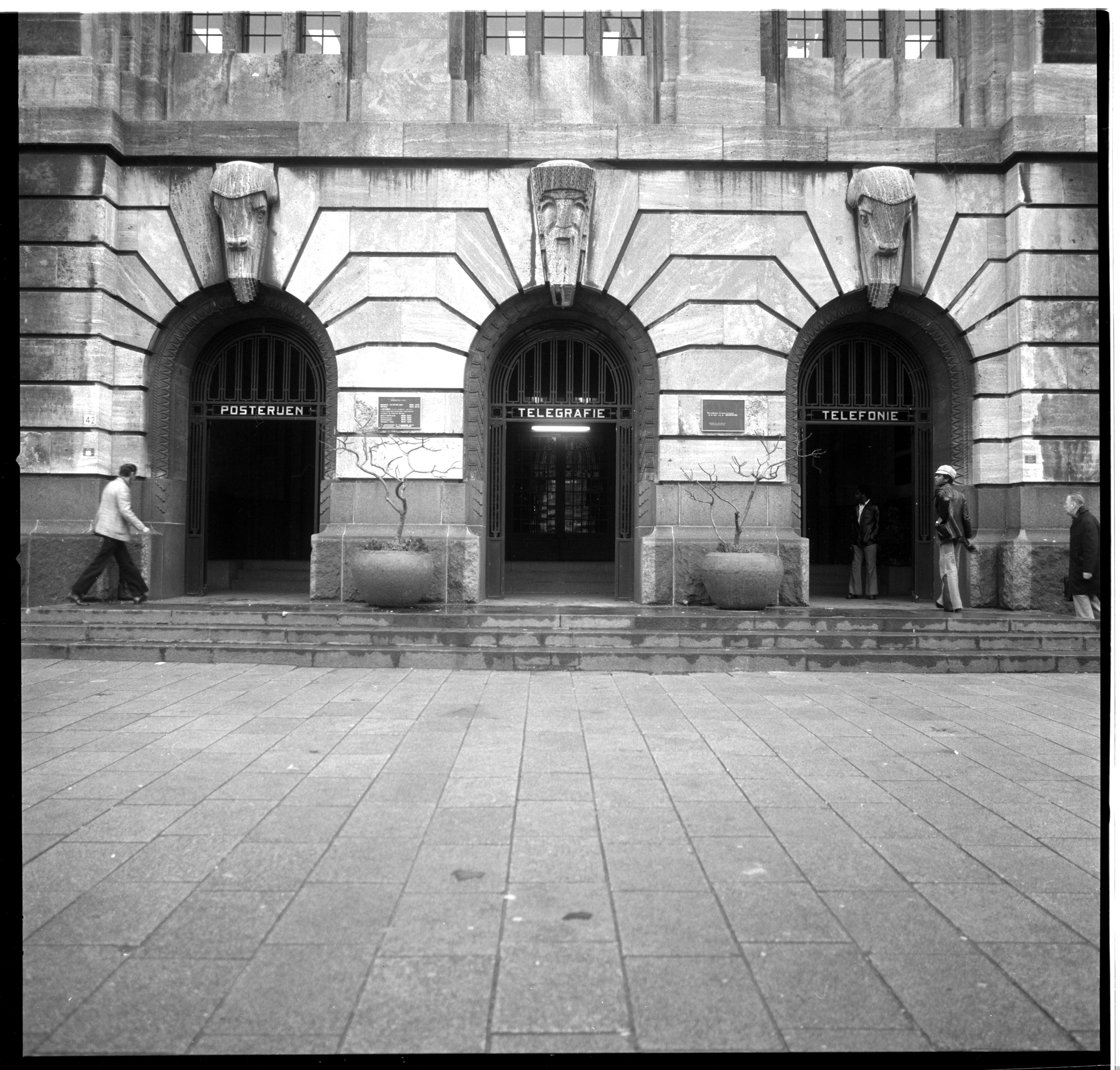
Hoofdingang in 1975
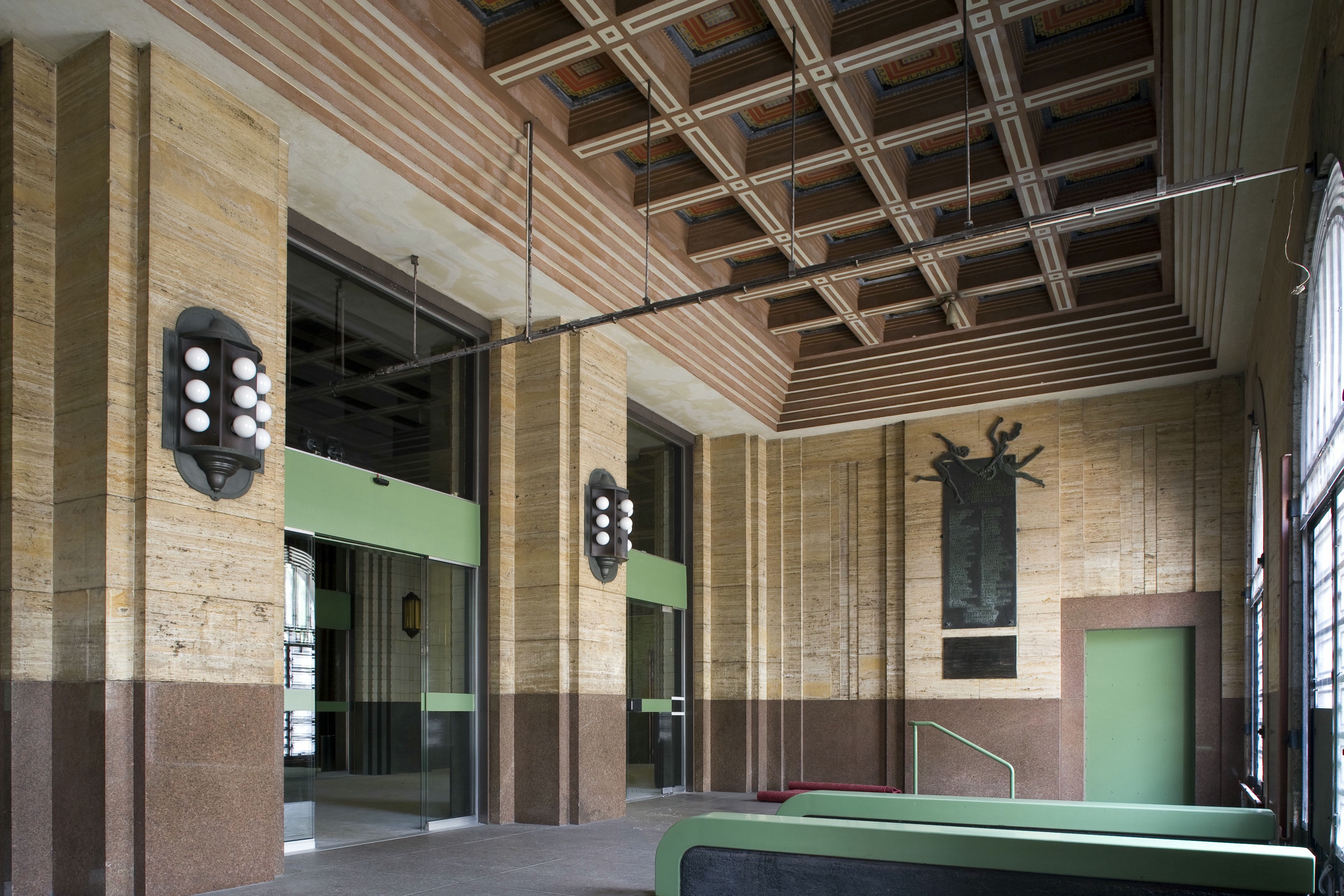
Entreehal met cassettenplafond
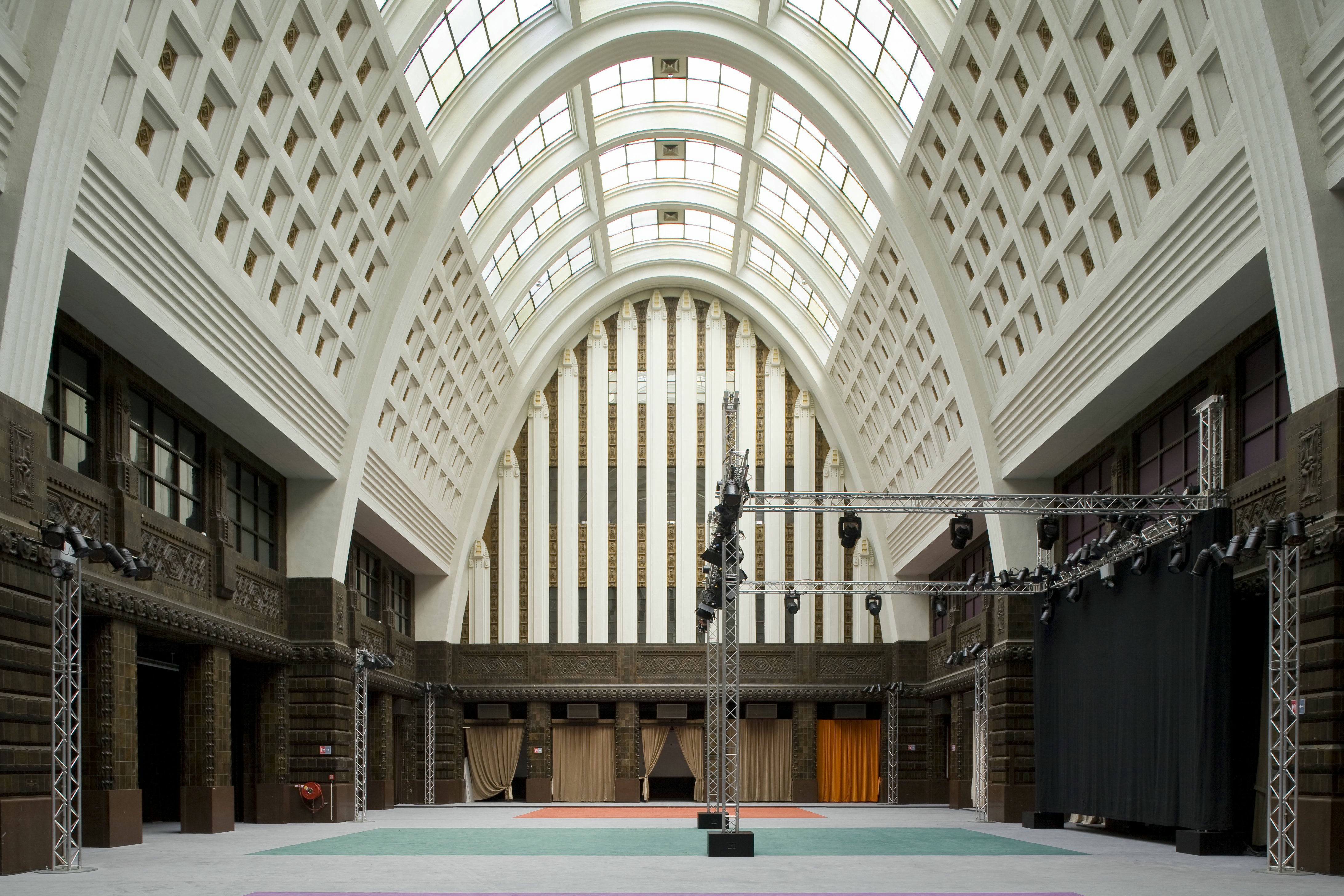
Monumentale centrale hal
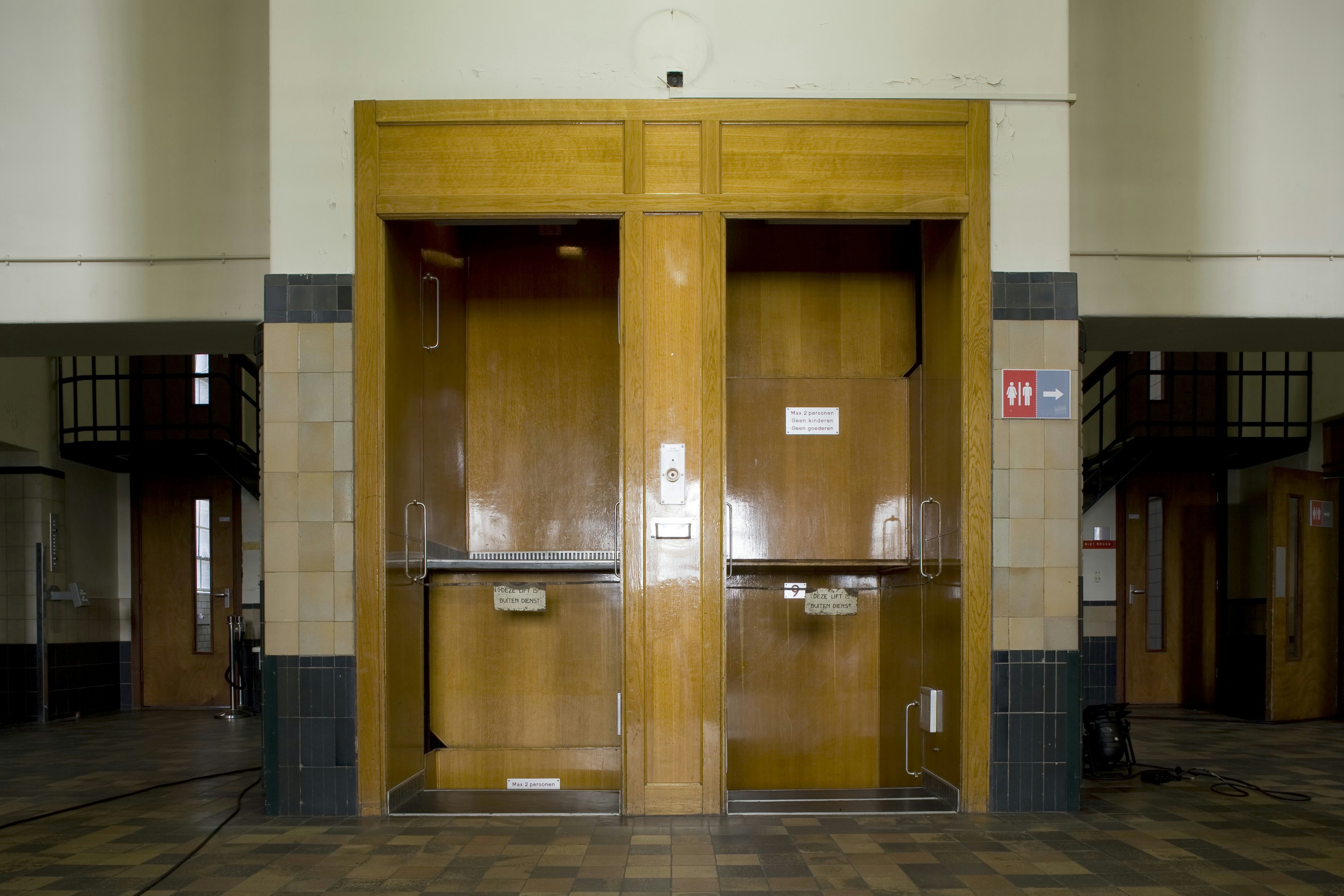
De paternosterliften in het trappenhuis aan de noordkant.

## Historie
Door de sterke groei van de stad was het oude postkantoor aan de Noordblaak te klein geworden. Als locatie koos men de pas gedempte Coolsingel. Ongeveer tezelfdertijd werd, vlak naast het postkantoor, ook het Rotterdamse stadhuis gebouwd. 

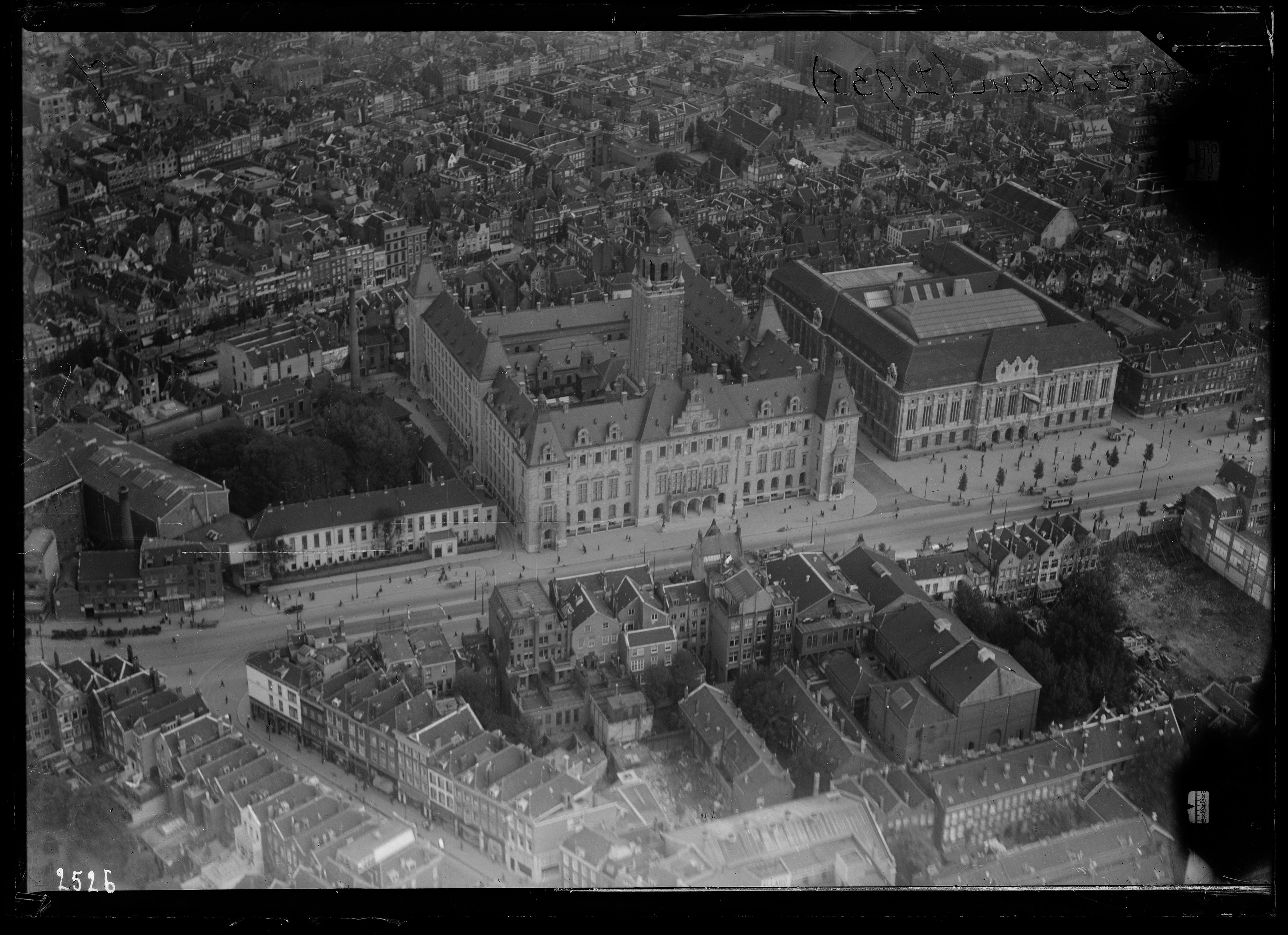
Postkantoor (rechts) aan Coolsingel in de jaren 1920

Omdat men niet wilde dat het postkantoor even prominent aanwezig was als het stadhuis, plande men het verder van de straat af. De bedoeling om het postkantoor 'naar achteren' te halen had volgens sommigen een averechts effect, omdat het postkantoor, anders dan het stadhuis, nu een voorplein kreeg.
Tijdens het bombardement in 1940 wordt het Hoofdpostkantoor geraakt in de zuidgevel. Maar er brak geen brand uit, waardoor de schade enigszins beperkt blijft.
In de oorlog worden er noodwinkels op het voorplein gebouwd. In de jaren zestig worden deze noodwinkels gesloopt. Behalve een tabakswinkel. Die tabakswinkel verkreeg in de loop der tijd vergunning tot nieuwbouw die niet kort daarna door McDonald's werd overgenomen. Ook dat pand is inmiddels, in 2015, gesloopt en vervangen door een nieuw gebouw voor McDonald's. 
Sinds 2000 geniet het Hoofdpostkantoor de status van rijksmonument. Vanaf 2007 is gezocht naar een herbestemming. In 2016 werd bekend dat in het voormalige postkantoor woningen, een hotel en winkels komen.
In oktober 2021 werd begonnen met de gedeeltelijke sloop van het oude postkantoor (de oostgevel), om daar een woontoren te kunnen gaan bouwen.